# Lucas Sang
Lucas Sang (Quênia, 12 de fevereiro de 1961 – 1 de janeiro de 2008) foi um atleta queniano.
O meio-fundista olímpico do Quênia Lucas Sang, que competiu internacionalmente pelo país por vários anos, entrou para a lista de vítimas da onda de violência que se abateu sobre a nação africana após a eleição presidencial. Um amigo próximo de Sang disse na sexta-feira que o atleta foi apedrejado até a morte por uma multidão em decorrência de um violência política.
Sang representou o Quênia nas Olimpíadas de Seul em 1988 e Barcelona em 1992.
A violência tomou conta de locais dominados pela oposição por causa de uma disputa sobre a eleição presidencial que determinou a reeleição de Mwai Kibaki e a derrota de Raila Odinga, em meio a acusações de fraude.
O amigo de Sang, Martin Keino, que também é ex-atleta, disse que o meio-fundista foi atacado na noite de terça-feira por um bando de pessoas armadas com pedras quando caminhava com um grupo de amigos. Sang morreu quando uma das pedras atingiu sua cabeça. Depois de morto, o corpo do ex-atleta foi queimado pelos agressores.
Uma das formas pelas quais eles o reconheceram foi um pedaço de sua roupa de corrida ainda não queimada que ficou em sua perna.
A cidade de Eldoret tem registrado os piores conflitos étnicos do Quênia, geralmente visto como um país relativamente estável no turbulento continente africano.